# Spoorlijn Breuil-Barret - Velluire
De spoorlijn Breuil-Barret - Velluire was een Franse spoorlijn van Breuil-Barret naar Velluire. De lijn was 41,2 km lang en heeft als lijnnummer 528 000.

## Geschiedenis
De lijn werd in gedeeltes geopend door de Administration des chemins de fer de l'État, van Fontenay-le-Comte naar Velluire op 17 oktober 1881 en van Breuil-Barret naar Fontenay-le-Comte op 18 mei 1890. 
Reizigersverkeer tussen Breuil-Barret en Fontenay-le-Comte werd opgeheven op 25 februari 1940 en tussen Fontenay-le-Comte en Velluire op 3 maart 1969. Goederenverkeer tussen La Châtaigneraie en Fontenay-le-Comte was er tot 18 april 1955, tussen Fontenay-le-Comte en Velluire tot 1 februari 1971 en tussen Breuil-Barret en La Châtaigneraie tot 1 april 1987.

## Aansluitingen
In de volgende plaatsen is of was er een aansluiting op de volgende spoorlijnen:
Breuil-Barret
RFN 523 000, spoorlijn tussen La Possonnière en Niort
Vouvant-Cezais
RFN 526 000, spoorlijn tussen Vouvant-Cezais en Saint-Christophe-du-Bois
Fontenay-le-Comte
RFN 528 300, raccordement van Fontenay-le-Comte
RFN 529 000, spoorlijn tussen Fontenay-le-Comte en Benet
Velluire
RFN 530 000, spoorlijn tussen Nantes en Saintes

## Galerij

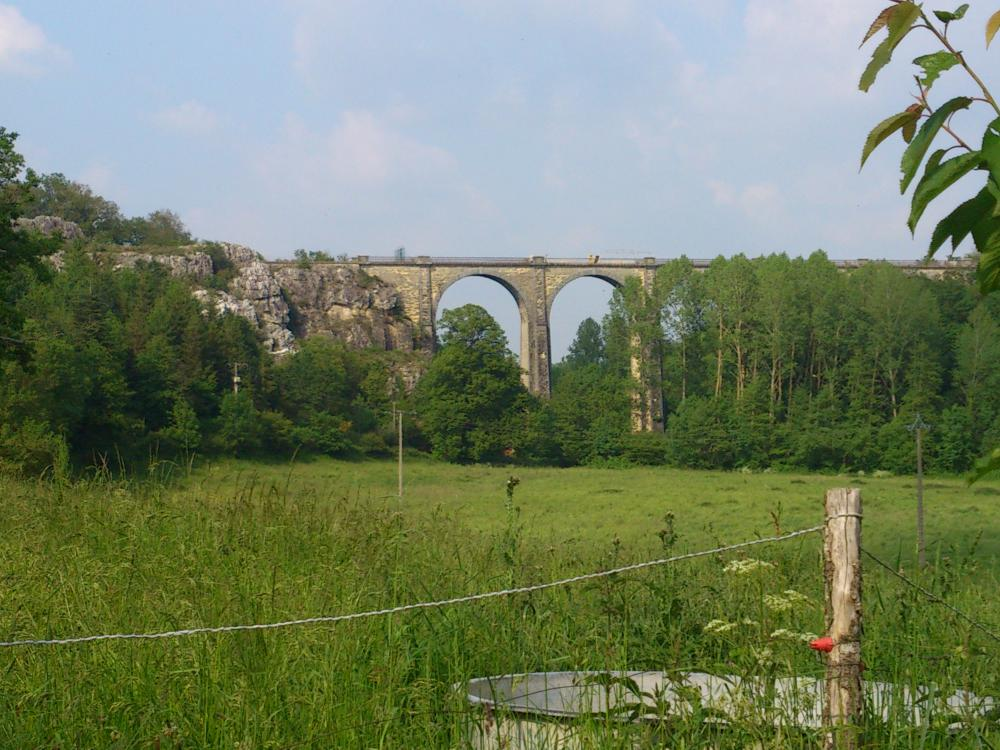
Viaduct van Coquilleau
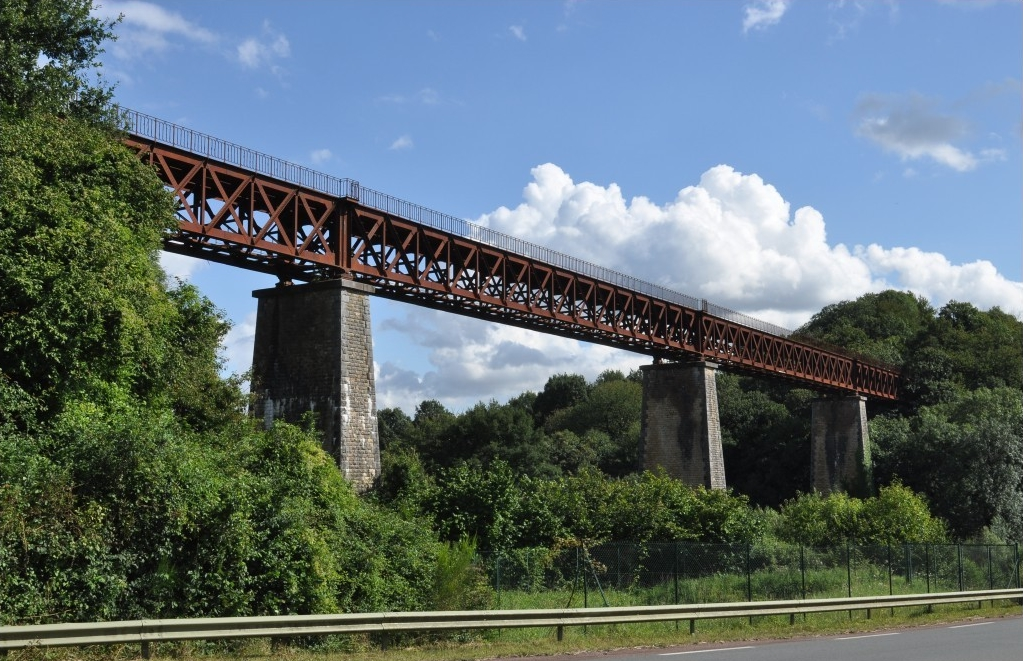
Viaduct van Baguenard